# Appello contro l'inutile strage

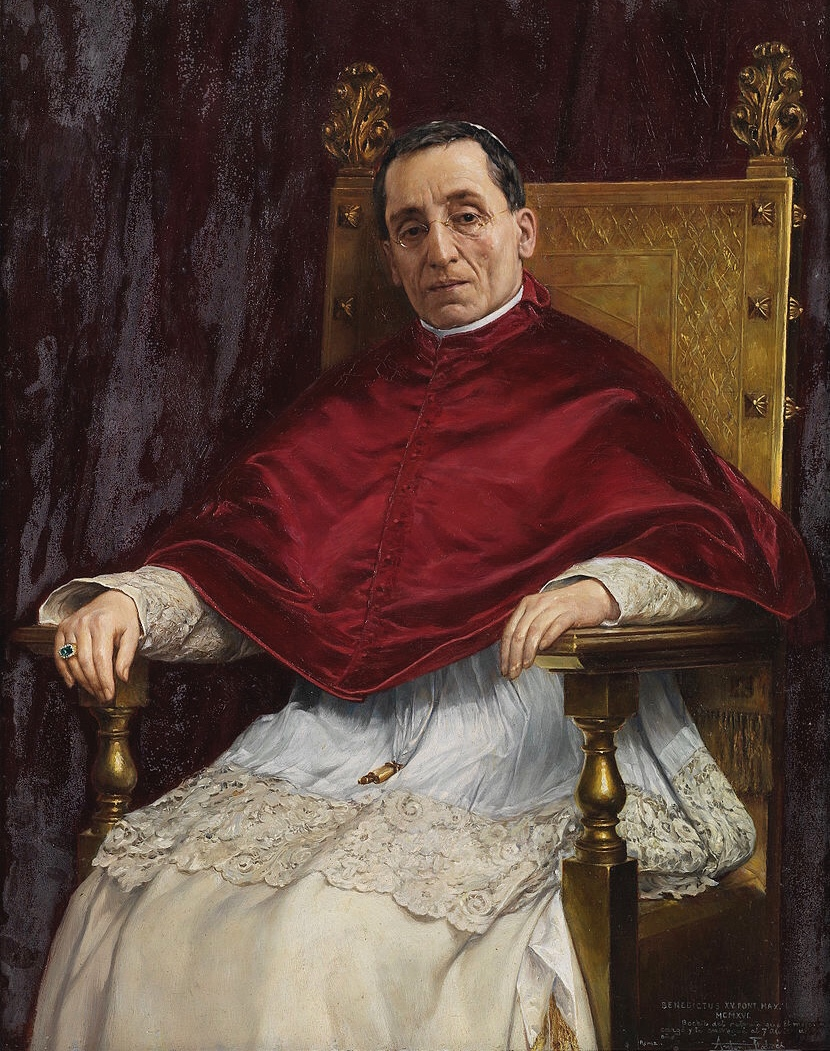
Ritratto di Benedetto XV, 1916 Antonio Fabrés, Museo del Prado

Il 1º agosto 1917 - nel pieno svolgimento della prima guerra mondiale -  Papa Benedetto XV diffuse uno straordinario appello in francese e in italiano, ufficialmente rubricato come esortazione apostolica Dès le début ed indirizzato "Ai capi dei popoli belligeranti", per stigmatizzare il conflitto ed esortare i contendenti a risolvere diplomaticamente le loro controversie. Il documento pontificio è passato alla storia per aver introdotto per la prima volta la locuzione «inutile strage» nel definire un conflitto in corso. 
Fu la prima volta, nel XX secolo, che un pontefice si rivolgeva ai governanti con un appello alla pace. Con tale appello, Benedetto XV andava oltre la generica deplorazione della violenza, proponendo condizioni concrete per l'avvio dei negoziati di pace e gettando sullo scontro l'ombra della delegittimazione religiosa. 
L'appello sembrava mettere in discussione quell'alleanza tra autorità politica e autorità religiosa che aveva portato le varie confessioni religiose, compresa quella cattolica, a sostenere e talora a sacralizzare la causa dei rispettivi paesi. 

## Contesto storico
Fin dall'inizio del suo pontificato, di poco successivo allo scoppio delle ostilità, Benedetto XV aveva inteso prendere le distanze dai due blocchi dei belligeranti, al fine di poter riaffermare la funzione soprannazionale (e, dunque super partes) della Chiesa, anche in vista di una possibile azione di pace nel nome della paternità universale. Il Papa scelse quindi una politica rigidamente neutrale, cercando di accreditarsi come mediatore tra l'Intesa e gli Imperi Centrali. Sconvolto dagli effetti devastanti del conflitto industriale, egli non si limitò all'azione caritatevole e diplomatica ma cominciò a prendere le distanze dalla dottrina tradizionale della guerra giusta. 
Si trattò di prese di posizione nette, per molti versi innovative, rispetto alle quali fondamentale risultò la personalità di papa Benedetto XV. La condanna della guerra come tale (ripetutamente definita come «incomparabile sciagura», «immane flagello»), che si poneva in netta antitesi con l’esaltazione del conflitto da parte degli Stati, compreso quello italiano, divenne, in particolare, un leit motiv del magistero del Pontefice negli anni 1914-1918, trovandosi espressa in numerosi testi: dalla esortazione apostolica Ubi primum dell'8 settembre 1914, all'enciclica Ad Beatissimi Apostolorum del 1º novembre 1914, sino all'esortazione apostolica dell'agosto 1917, in cui la guerra venne definita «inutile strage».

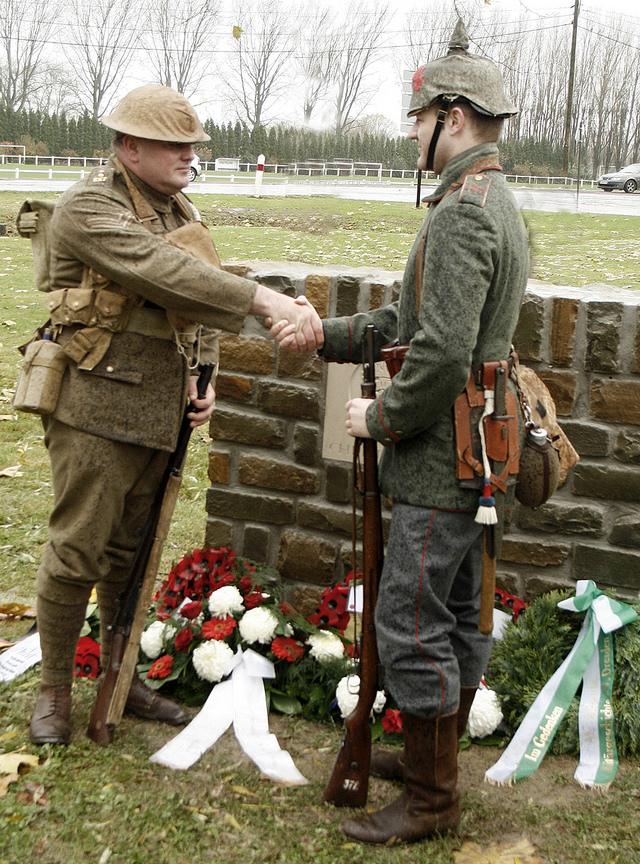
Due discendenti di reduci di guerra commemorano la tregua di Natale del 1914 (2008)

Il 7 dicembre 1914, invece, il Papa Benedetto XV avanzò la proposta di sottoscrivere una tregua natalizia tra i governi belligeranti, chiedendo che "i cannoni possano tacere almeno nella notte in cui gli angeli cantano", richiesta che fu ufficialmente respinta dai governi.
Tuttavia, nel corso del Natale del 1914, benché nessun accordo ufficiale fosse stato pattuito, circa 100.000 soldati francesi, britannici e tedeschi aderirono all'appello del Papa e furono coinvolti in un certo numero di tregue spontanee lungo i rispettivi settori di fronte nelle Fiandre. In molti casi gli episodi di fraternizzazione proseguirono anche la mattina di Natale: una forte gelata indurì il terreno e disperse l'odore di putrefazione dei cadaveri insepolti, e diversi gruppi di soldati dei due schieramenti si incontrarono nella terra di nessuno per scambiarsi doni e scattare foto ricordo; il livello di fraternizzazione fu tale che vennero persino organizzate improvvisate partite di calcio tra i militari tedeschi e quelli britannici.
La tregua fornì poi l'occasione per recuperare i caduti rimasti abbandonati nella terra di nessuno e dare loro sepoltura; durante questa fase, furono organizzate anche funzioni religiose comuni per tutti i caduti. Nei settori del fronte interessati dalla tregua l'artiglieria rimase muta e non si verificarono combattimenti su vasta scala per tutto il periodo natalizio
Tra il gennaio-febbraio 1916, dopo la nota del 12 dicembre in cui Theobald von Bethmann-Hollweg propose l'inizio di trattative di pace e il poco successivo appello del presidente Thomas Woodrow Wilson che il 23 dicembre chiedeva ai belligeranti di manifestare le rispettive vedute sulla pace, nella speranza potessero trovare un terreno comune di discussione, anche la Santa Sede diede inizio a una più vitale attività diplomatica mirante a ottenere dalle due parti in lotta l'inizio di negoziati.
I risultati furono negativi, soprattutto perché fallita la gigantesca offensiva Nivelle e ancor lontana la possibilità di un efficace intervento statunitense nel conflitto, la situazione appariva pesantemente statica. Gli stati d'animo degli eserciti e dei popoli dell'Intesa iniziavano a dare segni di cedimento, mentre in Germania lo stato maggiore prese de facto il sopravvento sul potere civile. Il capo di stato maggiore tedesco Erich Ludendorff estromise il cancelliere Bethmann-Hollweg, e con la Russia ormai paralizzata militarmente in seguito alla rivoluzione, l'esercito degli Stati Uniti ancora lontano e la guerra sottomarina indiscriminata in piena efficienza, la gerarchia militare tedesca confidava come non mai nella vittoria finale. 
A luglio il nunzio apostolico in Germania, monsignor Pacelli, comunicò alla Santa Sede che ormai ogni richiesta di pace del Vaticano sarebbe dovuta rivolgersi solamente all'Intesa.

## L'esortazione del Papa

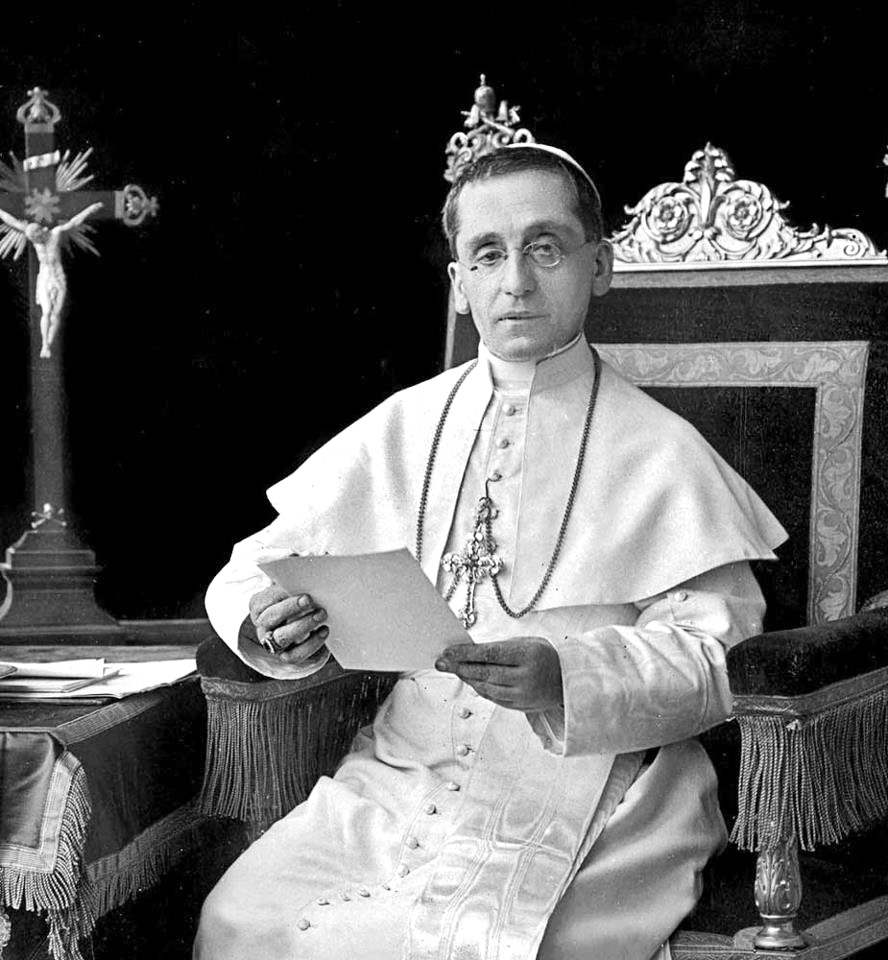
Papa Benedetto XV

Il testo del discorso papale del 1º agosto 1917 si articola in tre parti che affrontano i precedenti appelli alla pace, che Benedetto XV enunciò fin dal 1915, gli strumenti come disarmo e arbitrato imprescindibili per garantire una pace duratura, e comprende, nella terza parte, l'accorato appello ad accogliere il suo invito e dove si legge la frase sull'inutilità della guerra in corso.
L'appello si apre citando i tre propositi che il Papa intende perseguire con la presente nota:
Dopo aver ricordato le precedenti esortazioni alla pace, da lui adottate sin dall'inizio della guerra, il Papa ribadisce di essere mosso "unicamente dalla coscienza del supremo dovere di Padre comune dei fedeli". Ritiene peraltro necessario che sia in suo potere - e suo dovere di Padre - proporre soluzioni concrete alla soluzione del conflitto, affinché l'appello non cada nel vuoto:
Dopo tale richiamo "alla forza morale del diritto", il Papa e proponeva, come base per una pace giusta e duratura: disarmo e arbitrato; libertà dei mari; condono reciproco, salvo casi specifici, dei danni di guerra; restituzione dei territori occupati; esame delle questioni territoriali precedenti tra Francia e Germania, Italia e Austria-Ungheria, e altre relative agli stati balcanici, Polonia e Armenia. La Nota terminava quindi con un appello affinché proposte venissero accolte e si potesse giungere al più presto alla cessazione della tremenda lotta:
In particolare, secondo il pontefice, le grandi potenze dovevano perseguire:
L'esortazione si conclude con la richiesta ai Capi di Stato di accogliere il suo "invito paterno".
Il nuovo tentativo di mediazione papale mirava a saggiare la volontà dei governi concentrandosi su basi concrete e non più in base a principî astratti. Il documento, perciò, non avrebbe dovuto essere di dominio pubblico. Quando, però, il testo venne diffuso, colpì profondamente l'immaginario collettivo grazie alla locuzione «inutile strage». Tuttavia si risolse con un insuccesso diplomatico. 
Durante la preparazione del documento la segreteria di Stato consigliò al pontefice di eliminare quelle due parole, giudicate pericolose, ma Benedetto XV le mantenne assumendosi la responsabilità del suo rifiuto a modificare il testo e resistendo alle insistenze dei collaboratori che ne sollecitavano la cancellazione.

## Reazioni immediate
Come scrisse lo storico Piero Melograni: «l'inutile strage rimase, e sollevò una tempesta». Decisi a perseguire i loro obiettivi bellici, i governi rigettarono la proposta, e la pubblicazione dell'esortazione da parte del The Times di Londra e la vasta eco suscitata in tutto il mondo dalle parole del papa fecero sì che la questione si spostasse dal piano diplomatico a quello mediatico, alimentando le attese per la fine del conflitto e le inquietudini per la tenuta del fronte interno.
La realtà della guerra totale e dei suoi immensi sacrifici rendeva difficilmente percorribile una pace di compromesso; la guerra da semplice lotta per l'equilibrio balcanico era divenuta una guerra di carattere ideologico, e accanto alle voci di pace si elevavano sempre più alte le voci reclamanti che tanto sangue e tanti sacrifici non fossero invani.

### Sulla stampa

Mussolini e D'Annunzio

In Italia, l'esortazione venne accolta con indifferenza - e in alcuni casi con ostilità - dalla stampa, perché avrebbe inficiato sul morale e avrebbe minato lo spirito della truppa combattente con la prospettiva inverosimile di una pace cercata a livello diplomatico. I socialisti dell'Avanti! parlarono di una «bella nota idealistica»; i democratici de Il Messaggero definirono l'esortazione come un documento con frasi «vaghe ed elastiche» che avrebbero potuto generare equivoci; i liberali de Il Giornale d'Italia affermarono che la Nota nella pratica era irrealizzabile, e i nazionalisti de L'Idea Nazionale scrissero che l'esortazione papale - come qualunque altro intervento esterno - non avrebbe potuto in alcun modo fermare la guerra vittoriosa dell'Italia.
Nonostante la diversità di opinioni, nella maggior parte dei casi la stampa accolse l'appello papale con indifferenza, ma due celebri interventisti come il direttore del Corriere della Sera Luigi Albertini e il direttore de Il Popolo d'Italia Benito Mussolini reagirono con violenza alle parole del Papa. Albertini definì l'"inutile strage" come una «frase dolorosa», ribadendo il carattere di «crociata» del conflitto, definendo i clericali «pseudo-italiani» e invitando i connazionali a guardarsi dalla «serpe neutralista». Mussolini usò un linguaggio anche più violento, parlando di «cintura di salvataggio gettata [...] agli Imperi centrali», di «manifestazione di propaganda banale e criminosa contro la guerra» e di «colpo di traverso» da parte del Vaticano al Regno d'Italia.
A parte i casi di Albertini e Mussolini, la stampa riservò scarsa attenzione all'esortazione papale, e nemmeno i cattolici le dedicarono molto spazio. Alcuni casi rilevanti furono probabilmente quello di Filippo Crispolti, secondo cui l'«inutile strage» era solo un tassello all'interno di un ragionamento del Papa più ampio e complesso, volto a dimostrare che «i cittadini devono continuare a compiere il proprio dovere verso le loro civili autorità, qualunque decisione, di negoziati di pace o di continuazione di guerra, esse abbiano a prendere», mentre il gesuita Enrico Rosa, direttore de La Civiltà Cattolica, biasimò l'atteggiamento dei giornali come il Corriere della Sera, i quali secondo lui avevano frainteso la «frase scultoria e nel senso del papa verissima, per chi non è accecato dalla passione».
All'estero, il silenzio in cui cadde l'appello papale fu secondo lo storico Angelo d'Orsi «inquietante», un vero e proprio smacco per Benedetto XV reso evidente dal distacco e dalla freddezza con cui il maggior foglio cattolico a livello continentale, La Croix, commentò l'esortazione. Il giornale finì addirittura per giustificare le mancate risposte dei governi dell'Intesa sostenendo che l'accogliere l'invito del papa significherebbe per gli alleati sminuire una vittoria data per sicura. Le diplomazie europee interpretarono l'appello come un tentativo della Santa Sede di affermare il proprio ruolo di mediatore nella scena internazionale, e secondo lo storico Angelo d'Orsi, questo fu uno dei motivi per cui l'esortazione rimase sostanzialmente inascoltata, e il suo messaggio di riconciliazione non riuscì a «tradursi in un'effettiva incrinatura della dottrina della guerra giusta». Dopo l'ingresso degli Stati Uniti nel conflitto in aprile e Wilson che diventava il punto di riferimento per un futuro assetto di un pianeta pacificato, il tentativo di Benedetto XV può rappresentare un tentativo di riproporre il ruolo del papato come suprema autorità morale, e nonostante l'insensibilità delle classi dirigenti a cui la Nota era rivolta, il messaggio rimane un importante documento di denuncia della follia di una qualsivoglia vittoria militare, che avrebbe significato solo «una pace cartaginese, una pace imposta sul filo della spada».

### Al fronte

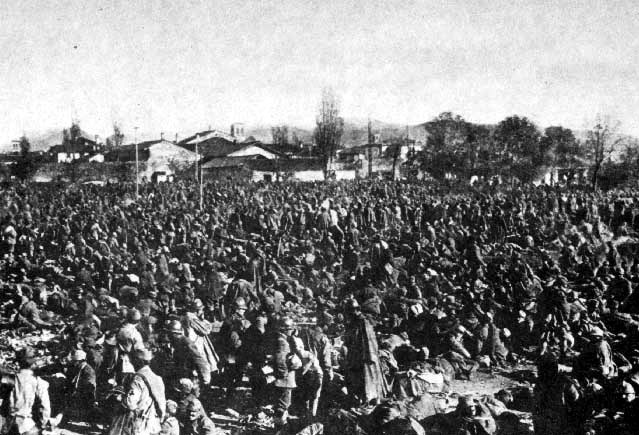
Disfatta di Caporetto: Prigionieri italiani a Cividale

Il messaggio del Papa provocò sconcerto e indignazione in seno al comando supremo a Udine; Cadorna la giudicò «una pugnalata nella schiena dell'esercito», mentre alcuni generali pronunciarono parole roventi e minacce nei confronti di Benedetto XV, si disse che bisognava «impiccare» il Papa. Il maggior timore dei comandi fu quello che le parole di Benedetto XV demoralizzassero le truppe, proprio mentre l'esercito si stava preparando per l'undicesima "spallata" sull'Isonzo, e perciò si tentò di censurare la notizia, eliminando l'arrivo dei giornali al fronte. Il contenuto del documento però si diffuse ugualmente lungo l'intero fronte nel giro di pochi giorni.
Le parole di Benedetto XV assunsero ben diversa risonanza nei giorni successivi alla disfatta di Caporetto, sia perché in quel momento erano molti più numerosi gli uomini disposti ad ascoltare l'ammonimento papale dopo oltre due anni di guerra infruttuosa, sia perché la sconfitta sull'alto Isonzo le prospettive di vittoria si erano fatte più fosche e lontane, e si discuteva sempre più attivamente di pace.
Questi episodi convinsero ancor di più i vertici militari e politici, che alla negativa influenza dei socialisti, dei neutralisti e anche dell'esortazione papale si doveva larga parte del crollo del fronte. Caporetto dunque mise in moto un meccanismo molto indicativo della percezione del disastro e delle dinamiche auto-assolutorie da esso attivate. Un vero e proprio «sciopero militare», dovuto alla propaganda rossa e nera (dove "nera" stava ad indicare quella cattolica) permessa colpevolmente dal governo che non agiva abbastanza duramente contro i pacifisti, e contro chi con opuscoli e lettere parlava di guerra iniqua e «inutile».
Quando Caporetto mise a nudo i limiti e le debolezze di fondo della guerra italiana i vertici militari rispolverarono l'interpretazione disfattista della Nota per celare le proprie responsabilità. Nello spiegare il comportamento dei soldati nell'ottobre 1917, i generali risposero spostando l'attenzione sul piano politico e non su quello militare, dando la colpa ai neutralisti, ai "rossi" e appunto al papa e a quei cattolici che avevano cercato di sostenere e diffondere, per quanto potevano, le ragioni dell'appello papale.
Alcuni se la presero con i cappellani militari, altri con i preti nelle città che non aiutavano i militari al fronte, altri con la Chiesa Cattolica in generale e chi in particolare con il papa e la sua esortazione. Il generale Raimondo Scintu affermò che «Le preghiere del pontefice per la pace e la Nota alle potenze [...] ebbero indubbiamente influenza non poca nell'animo dei fedeli, per lo meno provocatrice di incertezze [...] potevano far sorgere il dubbio terribile dell'inutilità di tanti sacrifici e di tanto sangue sparso».
Dopo Caporetto la locuzione «inutile strage» fu ufficialmente citata dal Comitato di resistenza di Livorno, che raccoglieva numerosi gruppi di sentimenti patriottici e anticlericali, dai massoni, ai socialisti, ai garibaldini, che il 12 settembre invitò il governo ad agire con durezza contro i «visibili nemici della patria, l'opera dei quali si è rivelata nella sua piena malvagità demagogica col discorso Giolitti a Cuneo, con la insidiosa nota proclamante la nostra santa guerra una inutile strage e infine con i torbidi di Torino». Nella visione dei promotori vi era una congiura tra clericali, "sovversivi" e neutralisti per favorire la vittoria nemica, idea che trasse nuova linfa dalla sconfitta di Caporetto e dal discorso con cui, il 25 ottobre 1917, il ministro degli Esteri Sidney Sonnino ribadì gli obiettivi della guerra italiana e rigettò la Nota, a suo dire contraddistinta da «quella medesima indeterminatezza che caratterizza le comunicazioni da parte nemica, e che rende impossibile o inutile qualsiasi conseguente scambio di vedute».

### L'alibi del generale Cadorna

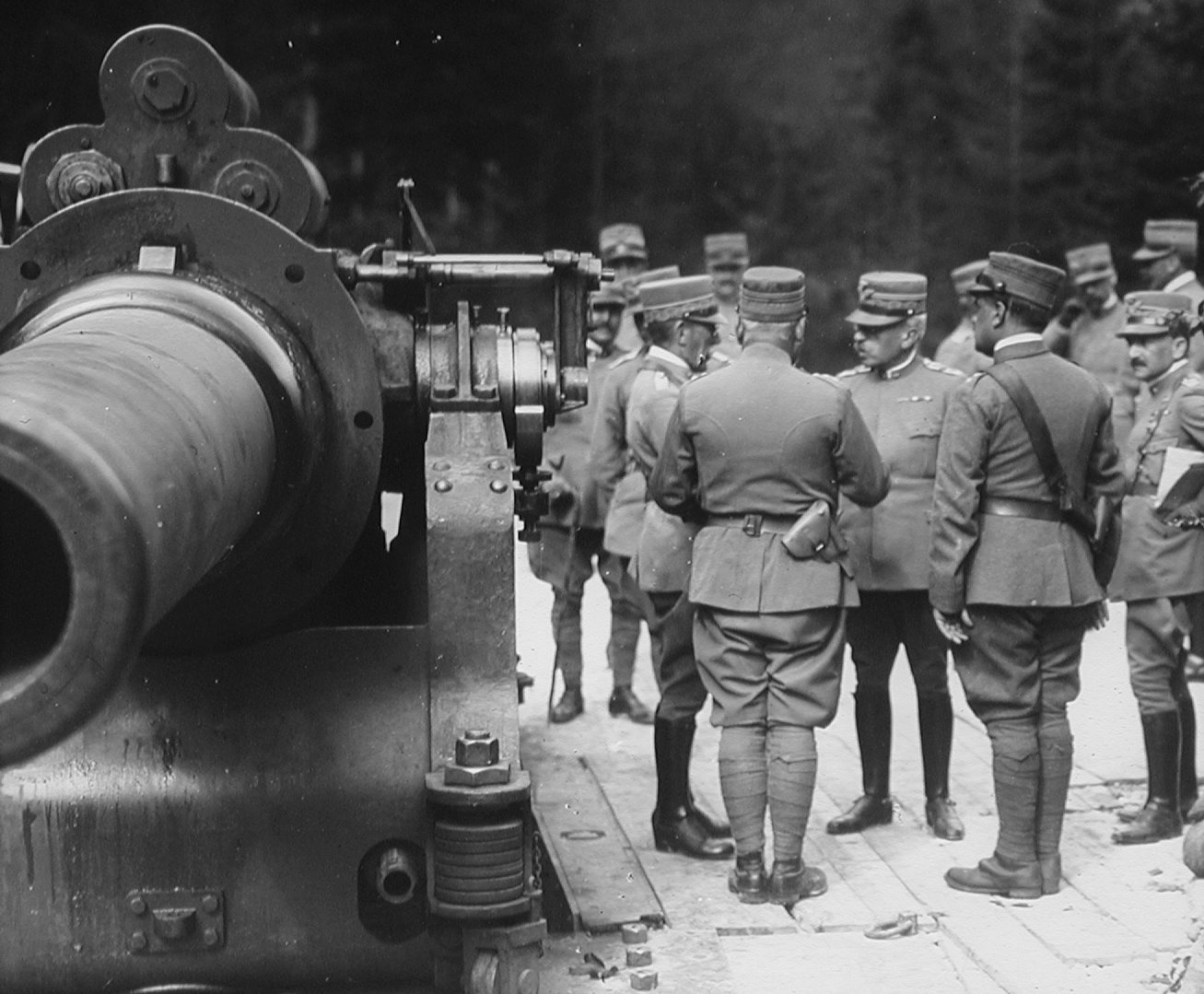
Il generale Cadorna visita una batteria Obice da 305-17 in Val Raccolana

Ma a distinguersi nel processo di autoassoluzione dei comandi fu il tenente generale Luigi Cadorna, che fin dal 28 ottobre con il Bollettino di guerra n. 887 attribuì la colpa degli accadimenti di Caporetto alla mancata resistenza di alcuni reparti della 2ª Armata e al governo, quest'ultimo reo di aver ignorato i suoi moniti sulla presunta propaganda socialista e disfattista tra le file dell'esercito. Il corrispondente del Corriere Luigi Barzini - uno dei principali artefici della costruzione mediatica della figura di Cadorna - riferì ai familiari di soldati «incoscienti, allegri» che in fuga gridavano «Viva il papa! Viva Giolitti! La pace è fatta!».
Una volta destituito dal comando, Cadorna arricchì la sua teoria di nuovi elementi; nel novembre 1917 confidò all'ex-docente dell'Apollinare Giovanni Genocchi che Benedetto XV aveva «reso un pessimo servizio all'Italia». Secondo Cadorna i socialisti si erano appropriati dell'esortazione papale per i loro fini e « [...] la Nota ebbe realmente un'influenza notevole sull'animo di molti soldati. I contadini, diffidenti dei socialisti, aprivano il cuore alla parola del papa e ne accettavano le interpretazioni anche false. La gran massa dei nostri soldati si è arresa o è fuggita dopo aver gettato le armi al grido di viva Giolitti, viva il Papa».
Queste parole sarebbero poi state ripetute dal comandante supremo davanti alla Commissione d'inchiesta su Caporetto nel gennaio 1918, e anche se Cadorna avrebbe continuato ad arricchire la sua versione negli anni seguenti, la sua difesa si basava sostanzialmente su un concetto molto semplice: il cedimento fu causato dal crollo morale dovuto alla propaganda interna pacifista e disfattista. Le cause di Caporetto dunque non erano militari, ma morali: il cedimento del sistema difensivo italiano sull'Isonzo nell'ottobre 1917, e il caos che ne era seguito, avevano a che fare naturalmente anche con precise responsabilità di ordine tecnico dovute alla mancata applicazione dei suoi ordini e da condizioni oggettive imprevedibili quali la stanchezza delle truppe e l'efficacia delle nuove tattiche importate dai tedeschi. Ma tutto ciò si poteva fondamentalmente ricondurre all'effetto deleterio che sulla tenuta disciplinare e sulla volontà combattiva dei soldati aveva avuto la «propaganda disfattista» e pacifista, alimentata dalla sinistra parlamentare, dai movimenti extraparlamentari e sindacati, e corroborata dalla nefasta influenza che la nota di Benedetto XV sull'«inutile strage» aveva avuto sulla massa dei coscritti cattolici.
Nei mesi successivi si rafforzò in Cadorna la convinzione che il papa avesse fatto involontariamente il gioco dei disfattisti socialisti: «era naturale che, date le condizioni e il morale delle truppe [...] , l'appello del S. Padre per la pace facesse sui soldati una grande impressione e non li animasse a combattere. Dire però che la nota pontificia sia stata la causa determinante del disastro è un'assurdità» .
Perfino il principale fautore della tesi (rivelatasi poi infondata) dello «sciopero militare» ridimensionò insomma la portata locuzione, che in effetti non pare emergere nelle lettere censurate o anonime né durante le manifestazioni, animate soprattutto dalle donne, contro la guerra e il caro viveri. Nel complesso, non sembra che l'«inutile strage» ebbe la circolazione né gli effetti paventati dagli ambienti conservatori e nazionalisti all'indomani della pubblicazione dell'appello papale; ciò detto, essa sarebbe rimasta nel discorso pubblico anche dopo la resa di Vienna, nel travagliato periodo compreso tra la fine dei combattimenti e l'avvento del fascismo.

### In Parlamento
L'immagine del papa "disfattista" penetrò rapidamente anche in parlamento, dove gli interventisti vi ricorsero in varie occasioni, come il 19 dicembre 1917, quando l'ex pacifista torinese Edoardo Giretti assicurò che la «frase sulla strage inutile produsse molto effetto e servì di mezzo per diffondere dal paese alla fronte lo svigorimento morale dei soldati». Similmente il radicale Raffaele Cotugno, affermò che non poteva «dirsi inutile strage quella che affretta di secoli l'evoluzione degli spiriti e getta negli animi i semi e le propaggini di sempre nuovi, più fecondi, più decisivi rivolgimenti». Sidney Sonnino nei suoi diari fu ancora più duro con la Nota, definita «una macchinazione preordinata per disgregare e scuotere l'opinione pubblica nei paesi alleati in un momento difficile e critico».
Molto dura fu anche la reazione dei socialisti riformisti, Leonida Bissolati su L'Azione Socialista, giudicò il documento una «manifestazione di propaganda banale e criminosa contro la guerra», e contro quello che giudicava il «pacifismo disfattista» di Claudio Treves e Costantino Lazzari, Bissolati invocava una repressione dovuta alle esigenze del momento storico.

## Rivalutazione successiva

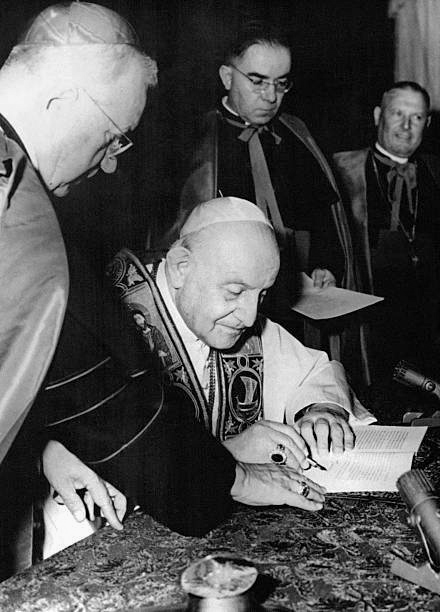
Giovanni XXIII firma l'enciclica Pacem in terris.

Nei decenni successivi, l'iniziativa di pace di Benedetto XV del 1917 venne giustamente rivalutata e collocata nella sua giusta dimensione. Molti Papi che gli succedettero seguirono il suo esempio. 
In particolare, nell'imminenza della Seconda guerra mondiale, quel monsignor Pacelli che nel 1917 era nunzio apostolico in Germania, salito al soglio pontificio con il nome di Pio XII, pronunciò il noto Radiomessaggio rivolto ai governanti ed ai popoli nell'imminente pericolo della guerra del 24 agosto 1939. Analogamente, il 25 ottobre 1962, dai microfoni della Radio Vaticana, Papa Giovanni XXIII pronunciò il Radiomessaggio per l'intesa e la concordia tra i popoli per scongiurare il pericolo di guerra nucleare, conseguente alla crisi dei missili di Cuba tra Stati Uniti d'America e Unione Sovietica. Diversamente ai messaggi precedenti, questa volta l'appello ebbe successo. Papa Giovanni XXIII scrisse addirittura un'enciclica (Pacem in terris) sul tema della pace. 
Un altro appello fu pronunciato da Papa Paolo VI il 4 ottobre 1965, alle Nazioni Unite ed in coincidenza con il giorno di San Francesco d'Assisi (Mai più la guerra!). Il passaggio principale «Mai più la guerra» fu poi inserito in una preghiera per la pace da Giovanni Paolo II il 2 febbraio 1991. Il discorso di Paolo VI all'ONU fu poi ricordato dallo stesso Giovanni Paolo II nella preghiera dell’Angelus del 16 marzo 2003, nell’imminenza dello scoppio della guerra in Iraq. Nel cinquantenario del discorso di Paolo VI, il 25 settembre 2015, Papa Francesco rivolgerà all’Onu una richiesta identica: «Basta guerra, negazione di tutti i diritti».
Con gli occhi di oggi, l'appello alla pace di Benedetto XV appare di stringente attualità. Per alcuni versi addirittura profetico, quando si chiede: "L'Europa così gloriosa e fiorente, correrà, quasi travolta da una follia universale, all’abisso, incontro ad un vero e proprio suicidio?".